# Pic Heid
Pour les articles homonymes, voir Heid.
Le pic Heid est un sommet des Pyrénées françaises situé en région Occitanie dans le département des Hautes-Pyrénées. Il culmine à une altitude de 3 022 m.

## Toponymie
Le pic a été nommé en hommage au pyrénéiste et cartographe Maurice Heid (1881-1957), ami et disciple de Franz Schrader.

## Géographie

### Hydrographie
Le sommet délimite la ligne de partage des eaux entre les bassins de l'Adour côté ouest et de la Garonne côté est, qui se déversent dans l'Atlantique.

### Géologie
Le sommet est composé de calcaire (roche sédimentaire) datant du Praguien-Emsien (Dévonien).